# Banuelia Mrashani
Banuelia Mrashani (sinh ngày 14 tháng 11 năm 1977) là một vận động viên chạy đường dài người Tanzania. Bà đã tham gia cuộc thi marathon nữ tại Thế vận hội Mùa hè 2004.